# Вальтер Фрідріхс
Вальтер Фрідріхс (Walter Friedrichs; 30 вересня 1884, Вайден — 4 липня 1942, Мюнхен) — німецький воєначальник, генерал-майор вермахту.

## Біографія
20 липня 1904 року вступив в Баварську армію, служив у піхоті. Учасник Першої світової війни. Після демобілізації армії залишений в рейхсвері. З 26 серпня 1939 року — командир 212-ї піхотної дивізії. 15 вересня 1939 року відправлений в резерв ОКГ і більше не отримав призначень. 31 травня 1941 року звільнений у відставку.

## Звання
- Фанен-юнкер (20 липня 1914)
- Фенріх (4 лютого 1905)
- Лейтенант (8 березня 1906)
- Оберлейтенант (25 серпня 1913)
- Гауптман (20 травня 1916)
- Майор (1 березня 1927)
- Оберстлейтенант (1 жовтня 1931)
- Оберст (1 лютого 1934)
- Генерал-майор запасу (1 жовтня 1937)
- Генерал-майор (1 березня 1939)

## Нагороди
- Почесний хрест ветерана війни з мечами
- Медаль «За вислугу років у Вермахті» 4-го, 3-го, 2-го і 1-го класу (25 років)